# Abita Springs
La ville d’Abita Springs est située dans la paroisse de Saint-Tammany, dans l’État de Louisiane, aux États-Unis. Sa population s’élevait à 2 365 habitants lors du recensement de 2010, estimée à 2 529 habitants en 2016.

## Source
- (en) Cet article est partiellement ou en totalité issu de l’article de Wikipédia en anglais intitulé « Abita Springs, Louisiana » (voir la liste des auteurs).